# Ervin Patkaï
Dans le nom hongrois Pátkai Ervin, le nom de famille précède le prénom, mais cet article utilise l’ordre habituel en français Ervin Pátkai, où le prénom précède le nom.
Ervin Patkaï est un artiste d'origine hongroise né le 11 avril 1937 à Békéscsaba (Hongrie)
et décédé le 18 juin 1985 dans le 12e arrondissement de Paris.

## Biographie
En 1956 il se forme à l'École des arts décoratifs de Budapest (atelier Ferenc Medgyessy).
Il a 19 ans quand la répression soviétique le contraint à l'exil.
Arrivé à Paris, il fréquente l'atelier du sculpteur Henri-Georges Adam à l'École des Beaux-arts.
Dès 1961, il est remarqué à la Biennale de Paris.
À partir de 1964, il participe régulièrement aux principaux Salons parisiens : Jeune Sculpture (Il fera partie du comité de l'association de la Jeune Sculpture de 1969 à 1978.), Salon de Mai, Grands et Jeunes d'aujourd'hui et Salon des Réalités Nouvelles.
En 1966, il reçoit le prix André Susse.
En 1967, il érige sa première œuvre monumentale en béton armé au symposium de Grenoble et y expérimente à grande échelle une technique de moulage en polystyrène qu'il avait mise au point dès 1965 et qui va lui donner la possibilité de réaliser plusieurs commandes dans le cadre du 1 %.
Avec l'objectif d'intégrer la sculpture dans la ville et de donner à l'artiste une place de choix dans l'aménagement urbain, il collabore avec des architectes. En 1969, il réalise une sculpture-fontaine à Nogaro, dans le Gers. L'année suivante, il crée une sculpture pour le groupe scolaire Paul Éluard de Vitry-sur-Seine, ainsi qu'un ensemble de sculptures au lycée Lamarck d'Albert, dans la Somme. En 1971, il réalise une œuvre pour le groupe scolaire Moïse Lévy à Gray, dans la Haute-Saône. En 1972, il crée un ensemble de sculptures dans la faculté des Sciences de Clermont-Ferrand, puis dans celle de Rennes l'année suivante. Cette même année 1973, il crée aussi des œuvres pour les villes de Bobigny et Palaiseau.
En 1973, il devient enseignant à l'Université de Paris 1 Sorbonne, U.E.R. Arts Plastiques et Sciences de l'art.
En 1975, il est appelé par une équipe d'urbanistes de l'Epamarne (établissement constructeur de la ville nouvelle de Marne-la-Vallée) pour élaborer le schéma directeur d'un nouveau quartier.
À partir de ce moment, son travail personnel est fortement marqué par sa réflexion sur l'urbanisme.
Parti du post-cubisme, ayant redécouvert l'esthétisme baroque, il parvient à la fin des années 1970 à concrétiser ses visions dans des formes épurées, des "espaces intérieurs" qui empruntent leur monumentalité à une architecture hiératique de fiction. 
Il mènera une action pédagogique auprès des étudiants en intervenant pendant deux ans à l'École des Beaux-arts de Reims sur le thème du « cadre bâti ».
En 1985, il meurt prématurément des suites d'un accident.

### Expositions de groupe
- Biennale de Paris: 1961
- Salon de la Jeune sculpture: 1964, 1965, 1966.
- Salon des Réalités Nouvelles, Paris: 1967
- Galerie Maywald, Paris: 1967
- Symposium de sculpture, Grenoble: 1967
- Festival d'Avignon, Exposition L'Œil écoute: 1969
- Exposition Sculptures à ciel ouvert, Mâcon: 1970
- Festival Arts Plastiques, Montargis: 1970
- Exposition du Ministère des Affaires culturelles, Art et Architecture, bilan et problème du 1%, Halles de Baltard, Paris: 1970
- Exposition du Centre National d'Art Contemporain, Parc Floral, Vincennes: 1971
- Symposium de la Faisanderie de Sénart: 1971
- IVe Biennale internationale Morgan's Paint, Ravenne: 1972
- Exposition itinérante organisée par le Ministère des Affaires étrangères, Sculpture Française contemporaine, Nouvelle-Zélande, Australie, Mexique: 1973
- Exposition Sculptures en montagne, plateau d'Assy: 1973

### Expositions personnelles
- Galerie Soleil, Paris: 1973
- Exposition itinérante, Vesvres, Saint-Étienne, Orléans: 1974